# Bertilo João Morsch
Bertilo João Morsch (ur. 7 grudnia 1964 w Sobradinho) – brazylijski duchowny katolicki, biskup pomocniczy Porto Alegre od 2022.

## Życiorys
Święcenia kapłańskie przyjął 7 stycznia 1989 i został inkardynowany do diecezji Santa Maria. Pracował głównie jako duszpasterz parafialny, był też m.in. wikariuszem sądowym, rektorem seminarium oraz wikariuszem generalnym.
17 maja 2022 papież Franciszek mianował go biskupem pomocniczym archidiecezji Porto Alegre oraz biskupem tytularnym Bavagaliana. Sakry udzielił mu 6 sierpnia 2022 arcybiskup Leomar Antônio Brustolin.